# فورت جونز (کالیفرنیا)
فورت جونز (به انگلیسی: Fort Jones) شهری در شهرستان سیسکیو ایالت کالیفرنیا است که در سرشماری سال ۲۰۱۰ میلادی، ۸۳۹ نفر جمعیت داشته است.